# 松前屋五郎兵衛
松前屋 五郎兵衛（まつまえや ごろうべえ）は、江戸時代初期の商人、剣術家。
津軽藩家老・松前五郎左衛門の次男であったが、家督相続をめぐる混乱から実家を離れ、江戸蔵前にて米穀商となった。その傍らで剣術を指南して名声を得た。その名声を妬んだ旗本島田藤左衛門に陥れられ冤罪によって投獄されたが、一心太助と大久保忠教（彦左衛門）の活躍で晴らされたという。
実録本「大久保武蔵鐙」に登場し、それをもとにした歌舞伎、講談の登場人物としても知られる。現存する太助の墓の建立者でもあるが、太助が登場する「大久保武蔵鐙」等に記録が限られることから、太助と同様にその実在性には疑問が呈され架空の人物とされることが多い。墓所は豊多摩郡広尾の祥雲寺。正徳5年3月24日没とあり。